# Stenele calida
Stenele calida är en fjärilsart som beskrevs av Butler 1877. Stenele calida ingår i släktet Stenele och familjen mätare. Inga underarter finns listade i Catalogue of Life.